# Плоске (Подільський район)
Пло́ске — село Балтської міської громади у Подільському районі, Одеська область в Україні. Лежить за 30 км від центру громади — міста Балта. На півдні межує з селом Гольма, на сході з селом Бакша, на півночі з селом Пужайкове та на заході з селом Пасат.

## Історія
Перші відомості про село відносяться до середини 18 століть. Названо по характеру плоскій місцевості. За адміністративними поділами — з 16 сторіччя Брацлавський повіт, з 19 сторіччя Балтський повіт (Бакшанська волость), з 1923 р. Ясенівський район, з 1926 р. Савранський район, з 1962 року Балтський район.
Іноді вживана застаріла назва села Плоска Каєтанівка.
7 (20) листопада 1917 року, відповідно до Третього Універсалу Української Центральної Ради, увійшло до складу Української Народної Республіки.
Під час організованого радянською владою Голодомору 1932—1933 років померло щонайменше 369 жителів села.
16 травня 1964 року с. Кайтанівка та с. Плоске були об'єднані в одне село Плоске.
12 червня 2020 року, відповідно до Розпорядження Кабінету Міністрів України від № 724-р «Про визначення адміністративних центрів та затвердження територій територіальних громад Одеської області», увійшло до складу Балтської міської територіальної громади.
19 липня 2020 року, в результаті адміністративно-територіальної реформи і ліквідації Балтського району, село увійшло до складу новоутвореного Подільського району.

## Населення
Згідно з переписом 1989 року населення села становило 1325 осіб, з яких 586 чоловіків та 739 жінок.
За переписом населення 2001 року в селі мешкали 992 особи.

### Мова
Розподіл населення за рідною мовою за даними перепису 2001 року:
| Мова       | Відсоток |
| ---------- | -------- |
| українська | 95,6 %   |
| румунська  | 2,9 %    |
| російська  | 1,3 %    |
| білоруська | 0,1 %    |

## Символіка

### Герб
Щит скошений чотиридільно. У верхньому синьому полі золота підкова ріжками догори, у правому золотому полі три стеблини рогозу з зеленими стеблами і листками та чорними голівками, у лівому золотому полі синє гроно винограду з зеленими стеблом і листями, у нижньому синьому полі три золотих колоса з зернами в два ряда у стовп. Щит розміщений у золотому картуші та увінчаний золотою сільською короною

### Прапор
Квадратне полотнище, яке складається з трьох вертикальних смуг-зеленої, синьої та зеленої (співвідношення їхніх ширин рівне 1:3:1). На синьому тлі жовта підкова ріжками догори, обабіч, на зелених смугах, по одному жовтому колоску з зернами в ряд.

## Визначні пам'ятки
Церква Успіння засновано у 1745 році. Нова споруда збудована у 1781, перетворена з греко-католицької на православну в 1794. Проіснувала до 1876 року. Нова церква Успіння збудована в 1869 — кам'яна, з дерев'яним куполом і дерев'яною дзвіницею. Церква не збереглась.

## Відомі мешканці

### Народились
- Кудрявцев Ничипор Лаврентійович — молодший лейтенант, командир взводу 90-го стрілецького полку 95-ї стрілецької дивізії Червоної Армії, Герой Радянського Союзу.